# キャリーカート
キャリーカート（Carry Cart）は、車輪が付いた荷物運搬用のカート。人が引いて運用する。

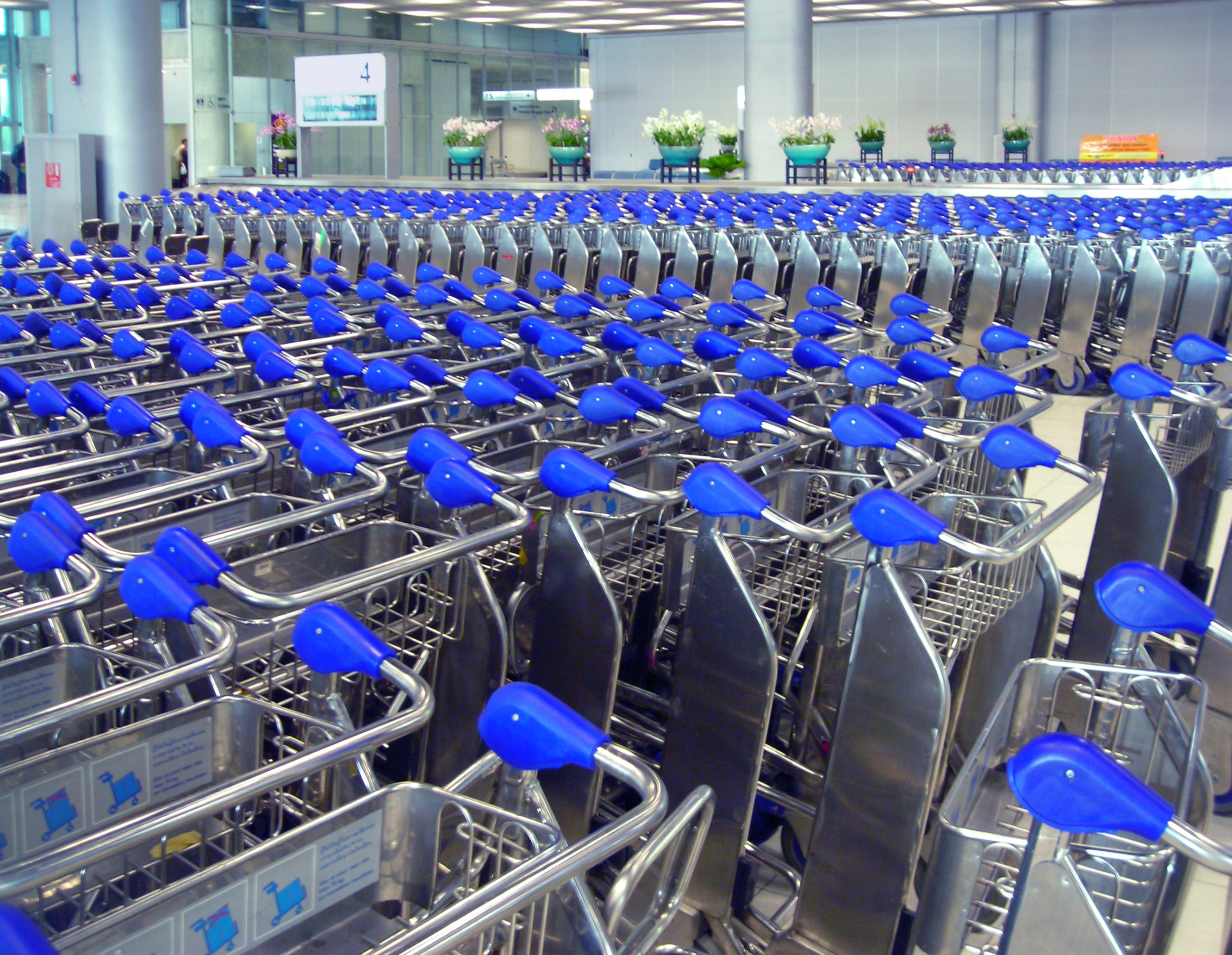
空港の手荷物カート

手荷物カート（てにもつカート）、手荷物ワゴン（てにもつワゴン）、手荷物トロリー（てにもつトロリー）、またはトロリー（Trolley）は、旅行者が個々の手荷物を運ぶために押す小型車両である。小型カートには、スーパーマーケットなどで商品を棚から取り分ける際に利用するショッピングカートがある。

## 種類

### 空港の手荷物カート
空港の空港ターミナル内の手荷物カート場合は、ハンドブレーキ付きの手荷物カートがターミナル施設内、駐車場、バス・タクシー降り場などに配置してあり、国内の空港では基本的に無料で使えるが、海外の空港では有料の場合もある。一部の空港では電動カートも配置されているが、基本的にファーストクラス向けのサービスで有料である。
カートには、一般カートと小型カートの2種類のカートが用意されている。一般カートは、大きなバッグやスーツケースを空港の駅、バス停、タクシー乗り場と出発ロビーや到着ロビーの移動で使用され、小型カート（ショッピングカート）は、売店、免税店などの買い物で使用される。

### ハンドキャリーカート
なお、特に旅行者が片手で引いて運ぶ小型の縦長状の台車であって、車の無いカバンやバッグ、箱状の荷物などを積み、トロリーバッグ（コロコロ）のように利用する「ハンドキャリーカート」も、単にキャリーカートと呼ぶ場合もある。
引き手の部分がトロリーバッグのように、人間の身長に合わせた縦長であり、引き手部分及び積載部分も折りたたんでコンパクトな板状に収納できるものが多い。
なお、工場や作業所用途の搬送台車（ハンドポーターやライトキャリーなどとも呼ばれる）など比較的大型のものは、これに含まれない。

## ギャラリー

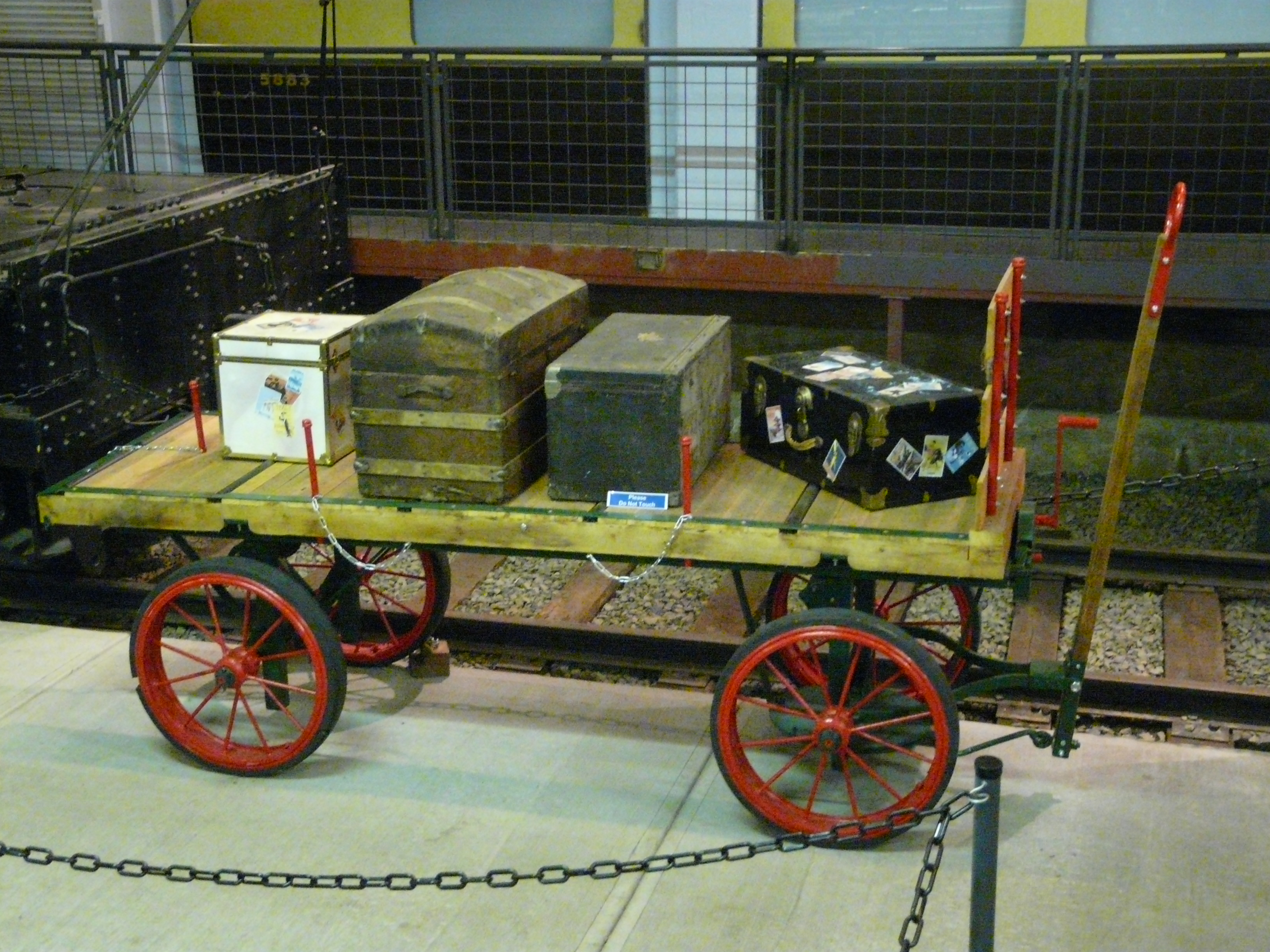
デンバー交通博物館の荷物カート
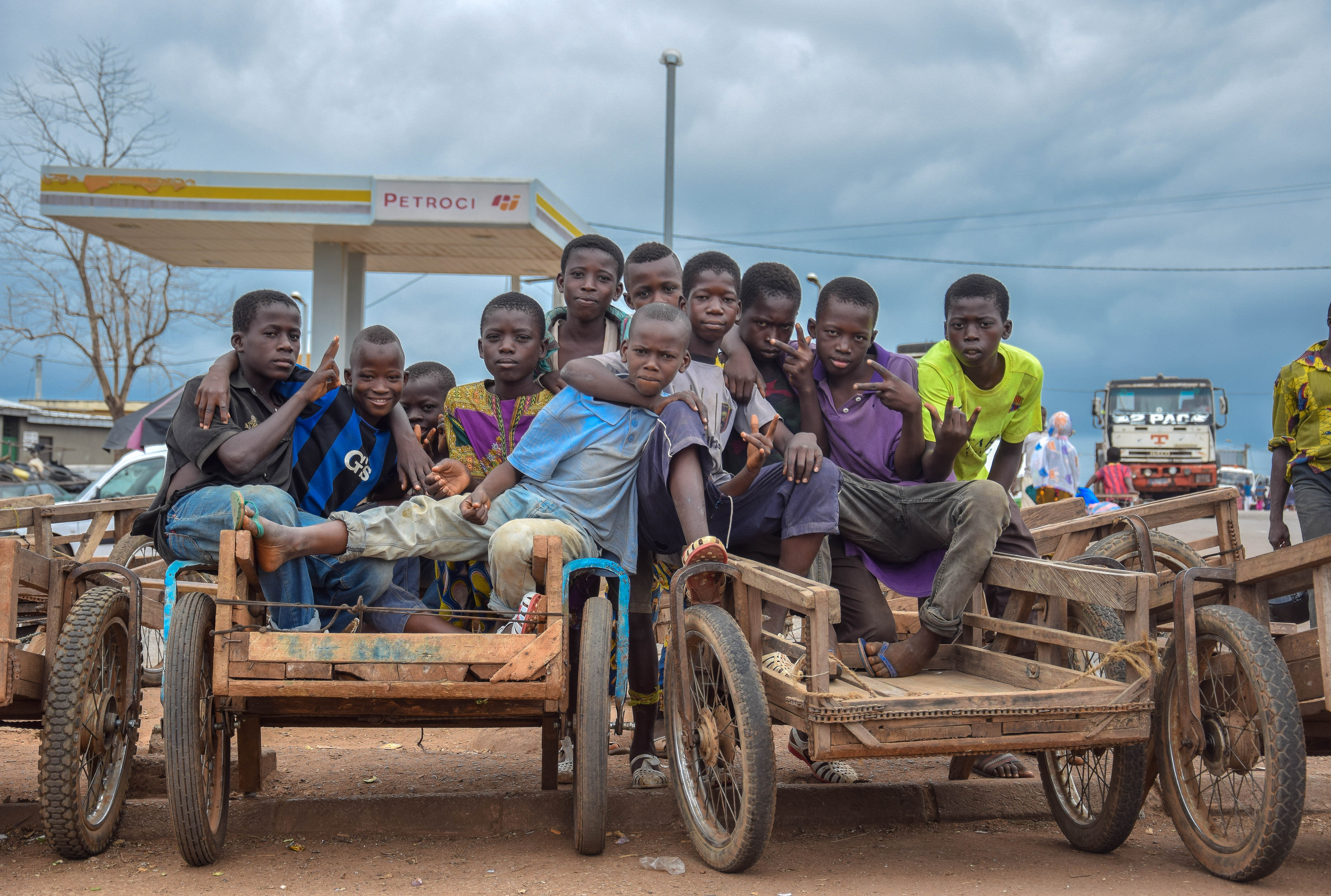
コートジボワールの荷物カート
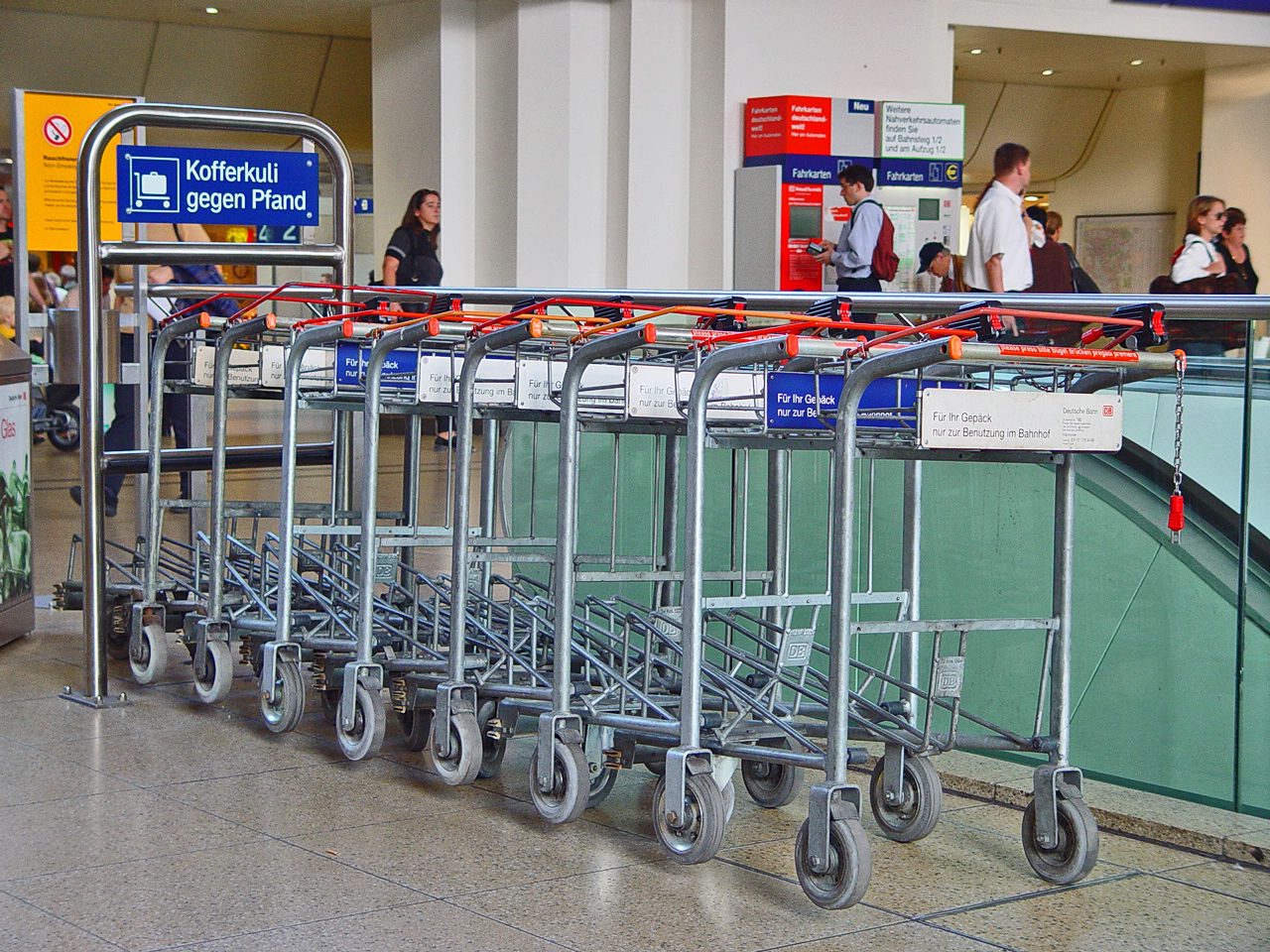
ドイツの鉄道駅で預け入れ可能な手荷物カート
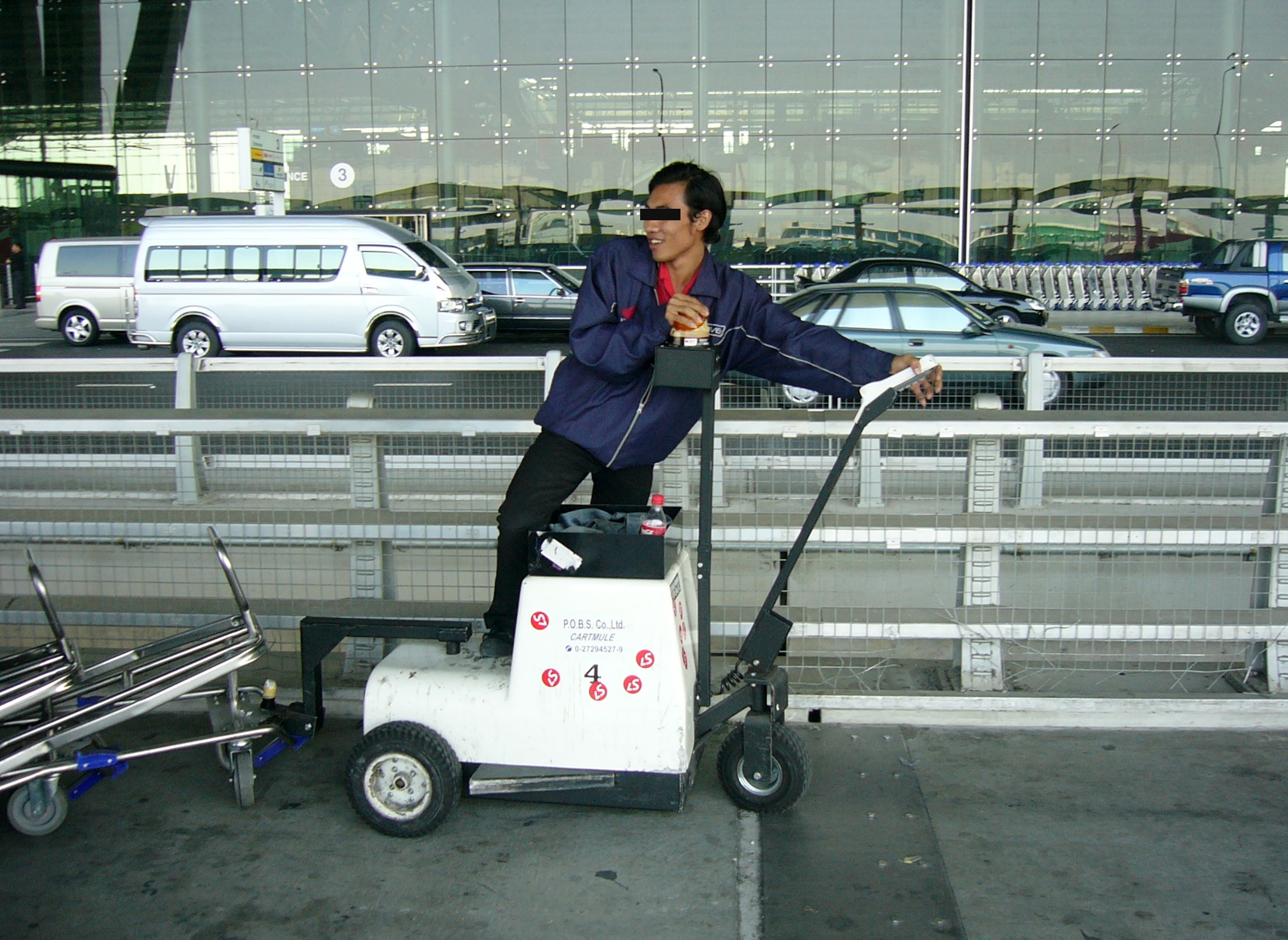
手荷物カートムーバー
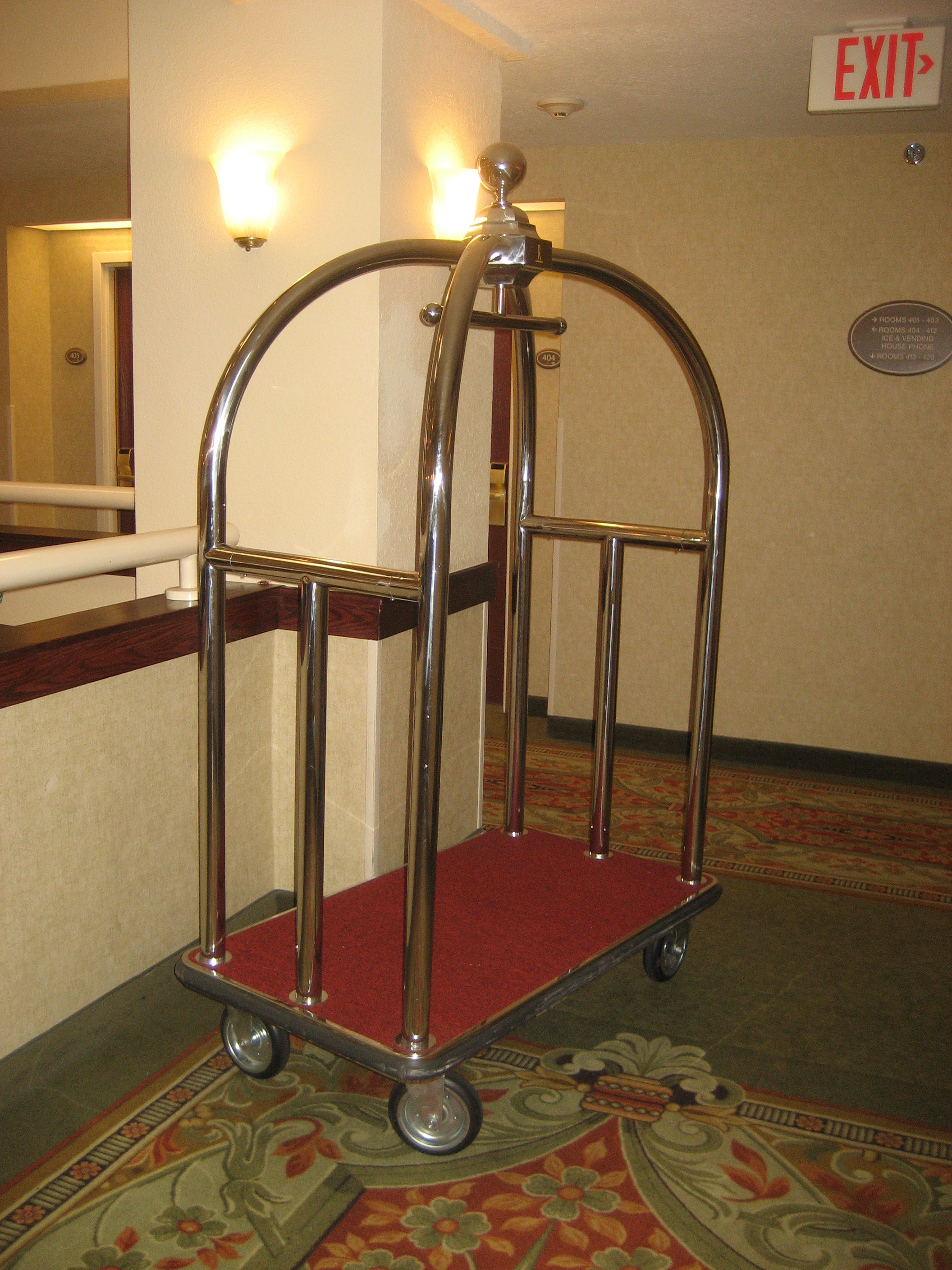
ホテルの廊下にある荷物用カート

## 法令
日本の道路交通法上、一般的なショッピングカート、キャリーカート、トロリーバッグやトロリーケースは、常識的な車両の総重量や大きさを大きく超えない限り、「歩行補助車等」として扱われる（動力有りの場合は、法定の要件を満たす必要がある）。よって、原則として歩行者扱いとなる（歩行者が通行させている場合に限る）。詳細な条件や具体例については、「歩行補助車」を参照のこと。